# Nino Žugelj
Nino Žugelj (* 23. Mai 2000 in Slovenj Gradec) ist ein slowenischer Fußballspieler.

## Karriere

### Verein
Nachdem er in seiner Jugend für Slovenj Gradec und NK Dravograd gespielt hatte, ging er 2016 zu NK Maribor, wo er Anfang 2019 ein fester Teil des Kaders der ersten Mannschaft wurde. Dort gab er am 23. Februar 2019 auch sein Liga-Debüt für die Mannschaft. Nach zwei direkt darauffolgenden Einsätzen verblieb er erst einmal auf der Bank und wurde ab Januar 2020 dann an NK Drava Ptuj verliehen, wo er den Rest der Saison verbrachte, während sein Stammklub die Meisterschaft gewann. Zurück bei Maribor wurde er im August aber direkt wieder bis zum Saisonende zum NK Bravo verliehen.
Für eine Ablöse von 1 Mio. € verpflichtete ihn dann der norwegische Klub Bodø/Glimt im August 2022. Hier nahm er erstmals an einem Europa-League-Spiel teil. In der Saison 2023 fiel er aufgrund von mehreren Verletzungen längere Zeit aus und sammelte so hier auch keine wirklich große Einsatzzahl, schlussendlich beendete seine Mannschaft die Saison als Meister. Jedoch erreichte er mit seinem Team in der Conference League 2023/24 wie in der Vorsaison wieder die Zwischenrunde, wo diesmal gegen Ajax Amsterdam Schluss war, er aber in fast jeder Partie zum Einsatz kam.

### Nationalmannschaft
Nach einem Einsatz mit der slowenischen U17 und der U18 und ein paar weiterer mit der U19 nahm er mit der U21 an mehreren Qualifikationsspielen für die Europameisterschaft 2022 teil, verpasste mit seinem Team jedoch die Endrunde.
Für die A-Mannschaft wurde er erstmals im November 2023 nominiert, seinen ersten Länderspieleinsatz hatte er am 8. Juni 2024 in einem Freundschaftsspiel gegen Bulgarien. Bei der Europameisterschaft 2024 gehörte er zum slowenischen Aufgebot, kam während der Endrunde aber nicht zum Einsatz.